# UEFA 유로 2004 선수 명단
다음은 UEFA 유로 2004에 참가한 선수 명단이다. 이 대회는 2004년 6월 12일부터 7월 4일까지 포르투갈에서 열렸다.  결승전은 7월 4일에 리스본에서 열렸고 그리스가 포르투갈을 1-0으로 누르고 우승했다.